# Mutharmudi, Madikeri
Mutharmudi là một làng thuộc tehsil Madikeri, huyện Kodagu, bang Karnataka, Ấn Độ.